# Kenji Wakai
Kenji Wakai (jap. 若井 研治, Wakai Kenji; * 22. September 1974 in der Präfektur Hiroshima) ist ein ehemaliger japanischer Fußballspieler.

## Karriere
Wakai erlernte das Fußballspielen in der Schulmannschaft der Fuchu High School und der Universitätsmannschaft der Universität Tsukuba. Seinen ersten Vertrag unterschrieb er 1997 bei Sanfrecce Hiroshima. Der Verein spielte in der höchsten Liga des Landes, der J1 League. Ende 1997 beendete er seine Karriere als Fußballspieler.